# 徐度
徐 度（じょ たく、509年 - 568年）は、南朝梁から陳にかけての軍人。字は孝節。本貫は安陸郡。

## 経歴
建康に代々の居をかまえ、成長すると容貌魁偉で、酒をたしなんで博打を好み、従僕たちに家畜の屠殺や酒の売買をさせた。蕭介が始興郡内史として郡に赴任すると、徐度は蕭介に従い、軍を率いて山岳の少数民族たちを討った。陳霸先が交州の李賁を討つと、これに従軍した。
陳霸先に従って広州の乱を平定し、蔡路養や李遷仕を撃破するにあたって、軍議に参与し兵を指揮して、戦うたびに功績を挙げた。白茅湾まで進軍すると、湘東王蕭繹により寧朔将軍・南合州刺史に任じられた。侯景の乱が平定されると、徐度は前後の戦功により通直散騎常侍の位を加えられ、広徳県侯に封じられた。散騎常侍の位を受けた。
陳霸先が朱方に駐屯すると、徐度は信武将軍・蘭陵郡太守に任じられた。陳霸先が陳昌を荊州に派遣すると、徐度は部下を率いて陳昌に従った。承聖3年（554年）、江陵が西魏の侵攻を受けて陥落すると、徐度は間道を通って東帰した。承聖4年（555年）、陳霸先が王僧弁を襲撃するにあたって、徐度は侯安都とともに水軍を率いた。同年（紹泰元年）、陳霸先が杜龕らを討つと、徐度は敬帝を奉じて京口にうつり、宿衛を率いて知留府事をつとめた。
徐嗣徽・任約らが北斉軍を率いて侵攻してくると、陳霸先は敬帝とともに建康に帰った。北斉軍がすでに石頭城を占拠していたため、徐度は冶城寺に駐屯して塁を築き、市街への北斉軍の侵入を防いだ。まもなく陳霸先が徐度を救援し、任約らを撃破した。紹泰2年（556年）、徐嗣徽らが再び北斉軍を率い、長江を渡って攻めてくると、徐度は北郊壇で北斉軍を撃破した。功績により信威将軍・郢州刺史に任じられ、呉興郡太守を兼ねた。まもなく徐州縁江諸軍事・鎮北将軍・南徐州刺史に転じた。
永定元年（557年）、陳が建国されると、鎮右将軍・領軍将軍の号を受けた。永定2年（558年）、徐度は水軍を率いて前軍都督となり、南陵に駐屯した。永定3年（559年）、軍を動員して南皖口に築城した。文帝が即位すると、侍中・中撫軍将軍・開府儀同三司の位を受け、爵位は公に進んだ。使持節・散騎常侍・鎮東将軍・呉郡太守として出向した。天嘉元年（560年）、湘東郡公に改封された。侍中・中軍将軍の位を受けた。使持節・都督会稽東陽臨海永嘉新安新寧信安晋安建安九郡諸軍事・鎮東将軍・会稽郡太守として出向した。
天嘉2年（561年）3月、侯瑱が湘州で死去すると、徐度が代わって都督湘沅武巴郢桂六州諸軍事・鎮南将軍・湘州刺史となった。天嘉4年（563年）3月、侍中・中軍大将軍となった。
天康元年（566年）、文帝が崩御すると、遺命を受けて武装兵50人を率いて殿省に入った。廃帝が即位すると、司空に進んだ。光大元年（567年）、華皎が湘州で反乱を起こし、北周の兵を沌口に呼び寄せて陳軍と対峙すると、徐度は使持節・車騎将軍の位を加えられ、歩兵を率いて安成郡から山路を取って湘東に進出し、湘州を襲って反乱に加担した軍人や民衆を捕らえた。
光大2年（568年）、死去した。享年は60。太尉の位を追贈された。諡は忠粛といった。
子の徐敬成が後を嗣いだ。

## 伝記資料
- 『陳書』巻12 列伝第6
- 『南史』巻67 列伝第57